# Zichtbaar spectrum

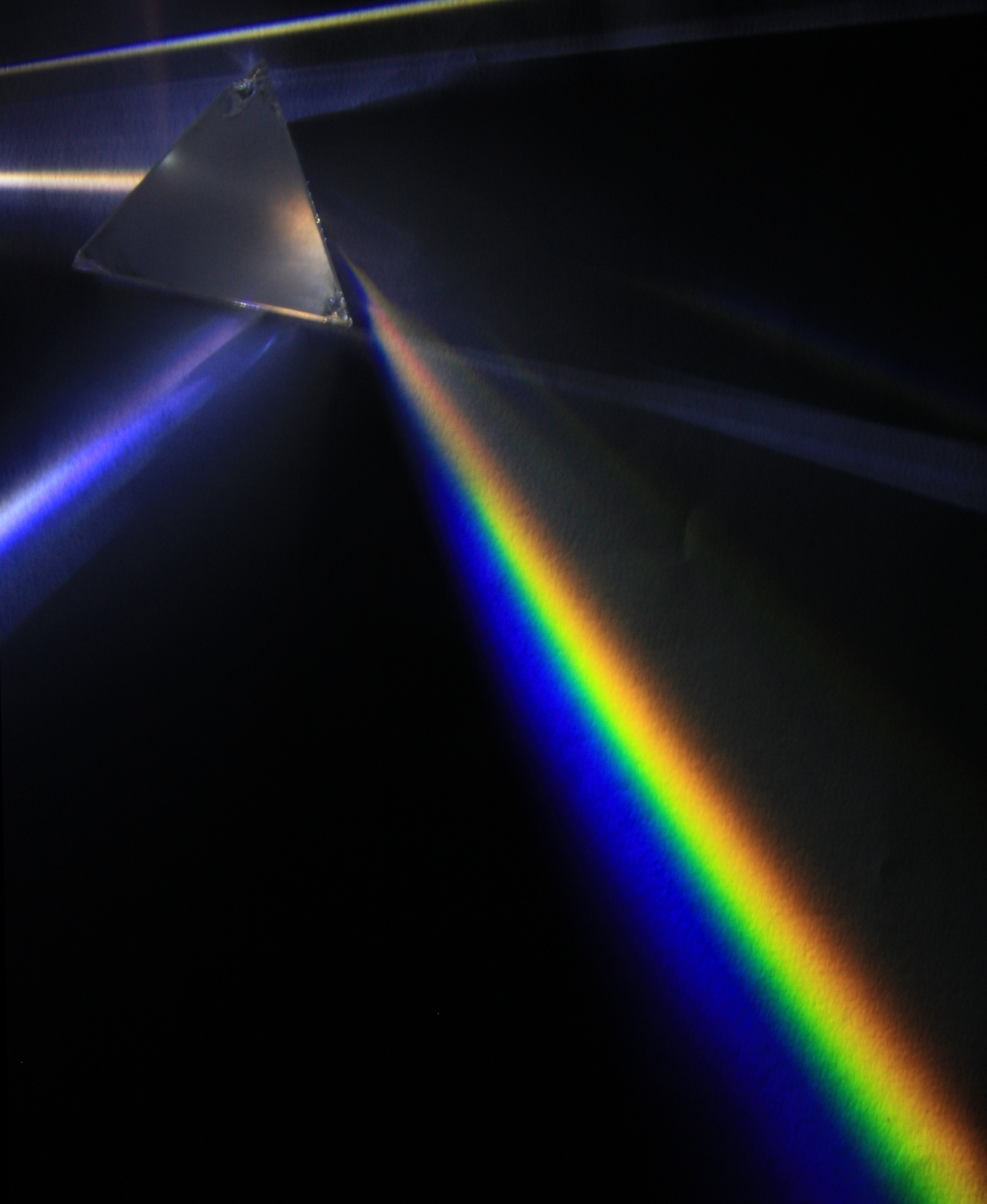
Wit licht, hier afkomstig uit een kwiklamp, wordt door een prisma gebroken in de kleuren van het zichtbare spectrum.

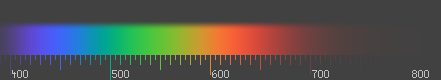
Het spectrum van licht.

Het zichtbare spectrum is het gedeelte van het elektromagnetisch spectrum dat gezien kan worden door het menselijk oog. Elektromagnetische straling binnen dit spectrum wordt licht genoemd.
Het zichtbare spectrum bestrijkt de golflengten tussen ca. 400 nm (violet) en 750 nm (rood). Dat komt neer op frequenties van ca. 400 THz (rood) tot 750 THz (violet). Het gestandardiseerde zichtbare spectrum bevat het gebied 380-780 nm (IEC, ISO). De verschillende golflengten worden door het oog gezien als verschillende kleuren: rood voor de langste golflengte en violet voor de kortste. De grootste gevoeligheid van het menselijk oog ligt bij 555 nm (geelgroen) bij daglicht, en bij 507 nm (blauwgroen) bij nacht. Het zichtbare spectrum omvat echter niet alle kleuren die het menselijk brein en ogen kunnen onderscheiden. Zo ontbreken bijvoorbeeld variaties op roze en paars, zoals magenta: deze extraspectrale kleuren kunnen alleen worden gemaakt door het mengen van twee kleuren.
In de 17e eeuw deed Isaac Newton onderzoek naar het zichtbaar spectrum. Hij was de eerste die de term spectrum gebruikte en schreef over zijn bevindingen in zijn boek Opticks.
De connectie tussen het zichtbaar spectrum en kleuren zien werd grotendeels onderzocht door Thomas Young en Hermann von Helmholtz in de vroege 19e eeuw.

## Kleuren
Vaak wordt het zichtbare spectrum in zeven kleuren ingedeeld. Deze verdeling is volstrekt arbitrair. De oudste verwijzing naar de zeven kleuren van het zichtbare spectrum is terug te vinden in teksten van Samba Purana uit het oude India, die dateren uit 1500 voor Christus. Ook Isaac Newton deelde het spectrum in zeven kleuren in, en deze indeling is in de westerse wereld gebruikelijk geworden.
Het transitiegebied 750-780 nm zit niet in het rood bevat, omdat straling bij deze golflengten geen kleursensatie teweeg brengt.
| sRGB rendering of the spectrum of visible light | sRGB rendering of the spectrum of visible light | sRGB rendering of the spectrum of visible light |
| ----------------------------------------------- | ----------------------------------------------- | ----------------------------------------------- |
| Kleur[bron?]                                    | Frequentie[bron?]                               | Golflengte[bron?]                               |
| violet                                          | 668–789 THz                                     | 380–450 nm                                      |
| indigo                                          | 631–668 THz                                     | 450–475 nm                                      |
| blauw                                           | 606–630 THz                                     | 476–495 nm                                      |
| groen                                           | 526–606 THz                                     | 495–570 nm                                      |
| geel                                            | 508–526 THz                                     | 570–590 nm                                      |
| oranje                                          | 484–508 THz                                     | 590–620 nm                                      |
| rood                                            | 400–484 THz                                     | 620–750 nm                                      |